# Madonna col Bambino in trono e due angeli
La Madonna col Bambino in trono e due angeli è un dipinto a tempera e oro su tavola (122,6x62,9 cm, traslato dalla tavola originale) realizzato attorno al 1440 dal pittore italiano Filippo Lippi. L'opera che faceva parte di un trittico, ora smembrato, è conservata, dal 1949, al Metropolitan Museum of Art di New York.

## Storia
Il dipinto, assieme agli sportelli laterali I dottori della Chiesa Agostino e Ambrogio e I dottori della Chiesa Gregorio e Girolamo (note assieme anche con il titolo I quattro dottori della Chiesa), costituiva la parte centrale di un trittico ligneo di cui non è nota la sede originaria, ma era forse destinato ad un convento di monaci Agostiniani di Firenze.
Acquisito nella collezione Mossi di Morano a partire dal XVI secolo, venne smembrato probabilmente verso la fine del XVIII secolo. Quando, nel 1828, l'arcivescovo Vincenzo Maria Mossi donò la collezione all'Accademia Albertina di Belle Arti di Torino, della cui pinacoteca andò a costituire la base, il trittico era già stato separato ed erano presenti solo i due pannelli laterali.
La tavola centrale, che fu venduta probabilmente ai primi dell'Ottocento, subì nel tempo un importante degrado a causa dei numerosi ritocchi e soprattutto per la traslazione su tela effettuata negli anni 1920 dall'antiquario Duveen. Entrata a far parte, nel 1928, della collezione privata di Jules Bache, venne donata, nel 1949, al Metropolitan Museum of Art di New York dove venne restaurata, ritrasportata su tavola, e dove è tuttora conservata.
La pala venne ricostituita per la prima volta a Parigi, nel 1935, alla «Exposition de l'art italien de Cimabue à Tiepolo». Da quel momento, l'unità compositiva delle tre opere venne riconosciuta dalla critica sebbene con alcune riserve dovute a discordanze tra gli sfondi, nella posa delle figure dei santi rispetto al soggetto della tavola centrale, nelle misure delle tavole (Marchini 1975).
A Torino, nell'ottobre del 2004, il trittico completamente restaurato venne ricomposto, per la seconda volta,  in occasione della mostra «Filippo Lippi. Un trittico ricongiunto» organizzata presso la pinacoteca dell'Accademia Albertina di Belle Arti dove sono conservati i due sportelli.

## Descrizione
Il dipinto raffigura la Madonna seduta su un trono marmoreo con in braccio il bambino Gesù e con in mano una rosa. Accanto al trono vi sono due angeli. Uno dei due, sulla sinistra, srotola un cartiglio che riporta un passo in latino dal Siracide: «Venite ad me omnes, q[ui] concupiscitis me, et a generation[ibus meis implemini]» («Venite a me, o voi tutti che mi bramate, e saziatevi dei miei frutti»).
L'iconografia pittorica è quella canonica della «maestà della Madonna col Bambino in trono» conosciuta con l'epiteto di sedes sapientiae (seggio della sapienza) e che compare, nelle raffigurazioni (icone, manoscritti, dipinti), a partire dal XII secolo.
Il significato teologico è  esemplificato dal passo biblico che si riferisce alla prerogative della sapienza e qui attribuite alla Madonna, e si accorda con i soggetti dei pannelli laterali: i primi quattro dottori della Chiesa.
Completa l'iconografia,  la rosa che Maria tiene in mano a simbolo dello sposalizio mistico della Chiesa con Cristo.

## Stile
Lo stile pittorico di Filippo Lippi, all'epoca della composizione dell'opera, è in piena evoluzione. La solida e tondeggiante volumetria delle figure, l'imponente architettura del trono marmoreo riflettono l'acquisizione giovanile dell'esperienza di Masaccio, ma, come già nella Madonna di Tarquinia del 1437, l'inquadratura che taglia le estremità del trono e il braccio dell'angelo, è di ispirazione fiamminga: serve a suggerire uno spazio più ampio di quello visibile, uno spazio esterno da dove proviene la luce; una luce che scivola sulle vesti definendone i colori nei continui passaggi chiaroscurali, scorre sul corpo del Gesù bambino di cui accompagna il movimento, e sui volti dei personaggi di cui esalta - nella sottolineatura delle forme addolcite e delle vive espressioni - il sentimento.
Sarà proprio questa notevole attenzione allo studio della propagazione della luce a far accostare Lippi, già da parte dei contemporanei, al Beato Angelico , ma «con la differenza che la luce non è più emanazione celeste, ma realtà naturale, fisica» (Argan, op. cit., p. 187).